# Mansbach (Ulster)
Der Mansbach, ein linker Zufluss der Ulster, ist ein 3,6 km langes Fließgewässer im Landkreis Hersfeld-Rotenburg in Hessen und im Wartburgkreis in Thüringen.
Er hat seine Quelle nordöstlich von Mansbach, einem Ortsteil von Hohenroda im Landkreis Hersfeld-Rotenburg. Er fließt von dort zunächst in südlicher und dann in südöstlicher Richtung. Er mündet nordöstlich von Wenigentaft, einem Ortsteil von Buttlar im Wartburgkreis, in die Ulster.
Auf hessischem Gebiet erstreckt sich südlich das 82,6 ha große Naturschutzgebiet (NSG) Buchenberg, Grisselborner Wäldchen und Taftgrund bei Soisdorf und nordöstlich das 29,2 ha große NSG Ulsterwiesen bei Mansbach. Auf thüringischem Gebiet liegt südlich das 32,6 ha große NSG Buchenberg.
Der Name leitet sich entweder von mittelhochdeutsch man für ‚Lehensmann‘ ab oder von einem althochdeutschen Personennamen *Man (Genitiv Mannes-).